# Dorsa Lister
I Dorsa Lister sono un sistema di creste lunari intitolato al naturalista e medico inglese Martin Lister nel 1976. Si trova nella zona meridionale del Mare Serenitatis e ha un diametro di circa 203 km.